# 아버지 (1966년 영화)
《아버지》(Apa)는 헝가리에서 제작된 서보 이슈트반 감독의 1966년 드라마 영화이다. 안드라스 발린트 등이 주연으로 출연하였다.

## 내용
아버지(가볼)는 의사였으나 전쟁이 끝나는 날 과로로 죽었다. 그때는 아직 철도 들지 않았던 자식 다코(바린트)는 어머니의 손으로 양육되는데, 그는 언젠가부터 죽은 아버지를 신성한 우상으로 받들고서 레지스탕스의 가장 용감한 투사로서 나치의 점령군과 싸웠던 영웅이었다고 사람들에게 말하였으며, 자기도 그렇게 믿게 되고 만다. 청년이 되어 대학에 들어갔을 때인 1956년에 '헝가리 의거'가 일어나고, 그는 다른 학생들과 함께 이 와중에 뛰어든다. 의거가 끝나고 다시 일상생활로 되돌아왔을 때 자식은 자기 스스로 아버지에 대해서 사실은 아무것도 모르고 있다는 데 생각이 미치게 된다. 그래서 그는 옛부터 아버지를 알고 있는 많은 사람들에게서 생각해 낼 수 있는 아버지의 모습을 물어보고 다닌 결과, 그의 풍채가 당당치 않은 평범한 한 사람의 시민에 불과했다는 현실적인 모습에 환멸을 느낀다. 그래서 자식은 비로소 아버지의 환영으로부터 자유스러운 몸이 되어 자기 자신의 생활을 가지게 된다.

## 감상
1938년생인 사보 감독은 이 영화로써 자기들의 세대, 즉 헝가리의 해방과 환멸과 자유회복의 시대를 그대로 그렸다. 종전(終戰)과 헝가리 의거라는 두 개의 역사적 사건은 그대로 이 영화에 테마로 직결되고 있다. 아버지에 대한 이미지의 신성화(神聖化), 그리고 그의 우상파괴― 이 <아버지>는 동구에 있어서의 스탈린주의의 지배와 그 몰락을 상징화한 것이라 보아야 될 것이다.

## 출연

### 주연
- 안드라스 발린트

### 조연
- 게자 보스조르멘이